# Kasteelgebak
Een kasteelgebakje is een kubusvormig gebakje van laagjes cake. Daartussen wordt meestal botercrème aangebracht. Dit geheel wordt omhuld met marsepein.